# 41型フリゲート
41型フリゲート（英語: Type 41 frigate）は、イギリスで開発されたフリゲートの設計。イギリス海軍ではレパード級フリゲート（Leopard-class frigate）として就役し、またインド海軍でもブラマプトラ級フリゲート（Brahmaputra-class frigate）として3隻が運用された。

## 来歴
1944年12月、グドール造艦局長は新型スループの必要性に関する検討に着手し、計画課長（Director of Plans）は、1945年度計画より毎年2隻の建造を要求した。これらのスループは、平時には海外領土警備に、戦時には船団護衛などに投入される計画であった。1945年1月15日、対潜戦課長（Director of Anti-Submarine Warfare: DASW）は、当時就役しつつあったベイ級とロック級と同様に、防空護衛艦（A/A型）と対潜護衛艦（A/S型）の2つのバリエーションに基づく建造を提案した。またその後、更に3つめのバリエーションとして航空管制艦（A/D型）が追加された。1945年1月末の時点での参謀部の要求事項では、ドック入り後6ヶ月経過し、かつ満載状態（deep and dirty）で25ノットの速力を発揮し、また18ノットであれば4,500海里を巡航できる（大西洋を無給油で横断できる）こととされていた。この要請を満たすためには25,000～30,000馬力の主機関が必要と見積もられたが、まもなく、防空型はこれよりやや鈍足になるであろうことが明らかになった。また、航空管制艦は当初は単に防空護衛艦に異なる艦種符号を与えただけのものとされていたが、1945年8月には、小型巡洋艦なみの航空管制室を備えるように要請されたことから、設計面ではかなり異なるものとなった。なお、新型の対潜戦艦艇の要請が強まったことから、1945年4月、戦術・幕僚業務課長（Director of Tactical and Staff Duties Division: DTSD）は、艦隊護衛艦としての任務も想定して、これらのスループをフリゲートに種別変更することを発表した。
これに基づいて、防空護衛艦（A/A型）として建造されたのが本型である。当初は1945年度計画より、対潜艦とともに建造を開始する予定だったが、建造数削減と対潜艦（12型; ホイットビィ級）の建造優先、さらに設計遅延もあり、実際の建造は1955/6年度計画まで遅れることになった。なお、この際に航空管制艦（A/D型）として建造されたのが61型（ソールズベリー級）であった。

## 設計
スループと称されていた当初、量産性を考慮して、基準排水量は1,400トン以内に収めるよう要請されていた。しかし対空火力強化の必要上、特にA/A型たる本型ではその制限を守ることは不可能であり、1946年2月の時点で既に基準排水量は1,632トン（満載排水量2,078トン）まで大型化していて、1947年12月には基準排水量1,773トン、1950年8月にはさらに1,835トンとなっていた。船型としては長船首楼型が採択された。
この船体で上記の要求性能を満足しうる主機関として、当時直ちに利用できる選択肢はディーゼルエンジンのみであった。これは潜水艦用の高速ディーゼルエンジンを元に発展させたもので、1947年より詳細設計に入り、1949年に試作品が完成した。気筒あたり125 bhpで、16気筒で2,000 bhpを発揮することができた（2時間であれば2,250 bhpまで増強可能）。最終的に、このアドミラルティ・クロスレイASR.1ディーゼルエンジン8基で2基の推進器を駆動する方式が採用された。しかしそれでもなお出力不足であり、1947年3月には、A/A型およびA/D型の最大速力は23ノットに妥協されている。
初期建造艦（「リンクス」「ピューマ」）では360キロワットのディーゼル発電機4基が搭載されたが、この構成では将来発展余地がほとんど存在しなかった。このことから、1952年1月以降に建造された艦では、ディーゼル発電機のうち1基が600キロワットのガスタービン発電機（後に500キロワット）に変更された。

## 装備
レーダーとしては、当初は大戦中の構成の改良型として、早期警戒用の291型レーダーと目標捕捉用の293Q型レーダーが計画されていた。1954年2月の設計変更により、2基のMk.9ボフォース単装機銃とバーターで、291型レーダーは960型レーダーに変更された。また就役後の1962年から1966年にかけて、960型レーダーは更に965型レーダーへ、また293Q型レーダーについても993型レーダーへの換装が行われた。
艦砲はデアリング級やホイットビィ級の構成が踏襲され、45口径114 mm連装砲（4.5インチ砲Mk.6）と、275型レーダーを備えたMk.6M方位盤を連接して搭載した。しかしこの対空砲システムでは1962年以降の経空脅威には対抗困難と考えられるようになり、これが1956/7年度計画での本型の建造中止の原因となった。また近接防空用としては、STAAG 40 mm連装機銃を1基と40 mm単装機銃を2基備えており、262型レーダーによるレーダー管制射撃が可能であった。
なお、1945年当時の計画ではBEN短距離艦対空ミサイル（後にロングショットと改称）の搭載が検討されていたが、これは開発自体が放棄された。また、後にはシーキャットの搭載も検討されたが、こちらも実現しなかった。
ソナーは、捜索用としてはやや旧式の174型ソナー（戦時中の144型ソナーの最終発達型）および着底潜水艦対策として162型ソナー、攻撃用としては170型ソナーを搭載した
。対潜兵器としては、1連のスキッド対潜迫撃砲を備えていた。

## 配備
インド向けの1番艦は元々、レパード級フリゲートの5番艦「パンサー」として発注されたが予算削減のあおりでキャンセルされ、1953年インドへ移管された。就役期間の後期には、後部114 mm連装砲を撤去、跡に実習員用講堂を搭載し練習艦任務に就いていた。
| 建造国   | #    | 艦名                         | 起工            | 就役            | 退役            | その後                                                         |
| -------- | ---- | ---------------------------- | --------------- | --------------- | --------------- | -------------------------------------------------------------- |
| イギリス | F 14 | レパード HMS Leopard         | 1953年 3月25日  | 1958年 9月30日  | 1975年 12月12日 |                                                                |
| イギリス | F 27 | リンクス HMS Lynx            | 1953年 8月13日  | 1957年 3月14日  | 1982年 3月12日  | バングラデシュ海軍にて「アブー＝バクル」（F-15）として再就役   |
| イギリス | F 34 | ピューマ HMS Puma            | 1953年 11月16日 | 1957年 4月27日  | 1972年          | 1976年にスクラップ処分                                         |
| イギリス | F 37 | ジャガー HMS Jaguar          | 1953年 11月2日  | 1959年 12月12日 | 1978年          | バングラデシュ海軍にて「アリー＝ハイダル」（F-17）として再就役 |
| インド   | F 34 | ブラマプトラ INS Brahmaputra | 1955年 10月20日 | 1958年 3月31日  | 1986年          |                                                                |
| インド   | F 37 | ベアス INS Beas              | 1956年 11月29日 | 1960年 5月24日  | 1992年          |                                                                |
| インド   | F 38 | ベトワ INS Betwa             | 1957年 5月29日  | 1960年 12月8日  | 1988年          |                                                                |

## 関連艦種
- 12型フリゲート・14型フリゲート - 並行して整備されていた対潜護衛艦。
- インド海軍艦艇一覧